# Señorío de Bértiz
Señorío de Bértiz este o arie protejată (arie specială de conservare — SAC, sit de importanță comunitară — SCI) din Spania întinsă pe o suprafață de 2.052,32 ha, integral pe uscat.

## Localizare
Centrul sitului Señorío de Bértiz este situat la coordonatele 43°10′52″N 1°35′26″W / 43.1811°N 1.5905°V.

## Înființare
Situl Señorío de Bértiz a fost declarat sit de importanță comunitară în martie 1999 pentru a proteja 2 specii de plante și 26 de specii de animale. Situl a fost protejat și ca arie specială de conservare în iunie 2008.

## Biodiversitate
Situată în ecoregiunea atlantică, aria protejată conține 8 habitate naturale: Păduri mediteraneene de Taxus baccata, Formațiuni ierboase bogate în specii de Nardus, dezvoltate pe substraturi silicioase în zone montane (și în zone submontane, în Europa continentală), Pajiști uscate europene, Izvoare petrifiante cu formare de travertin (Cratoneurion), Păduri de stejar sau de stejar și carpen sub-atlantice și medio-europene de Carpinion betuli, Păduri de stejar galițio-portugheze cu Quercus robur și Quercus pyrenaica, Păduri de fag acidofile atlantice, cu subarboret de Ilex și, uneori, de asemenea, Taxus, la nivelul arbuștilor (Quercion robori-petraeae sau Ilici-Fagenion), Păduri aluvionare cu Alnus glutinosa și Fraxinus excelsior (Alno-Padion, Alnion incanae, Salicion albae).
La baza desemnării sitului se află mai multe specii protejate:
- plante (2): Soldanella villosa, Vandenboschia speciosa
- păsări (13): pescăruș albastru (Alcedo atthis), caprimulg (Caprimulgus europaeus), mierla de apă (Cinclus cinclus), ciocănitoare cu spate alb (Dendrocopos leucotos), ciocănitoare neagră (Dryocopus martius), găinușă de baltă (Gallinula chloropus), acvilă pitică (Hieraaetus pennatus), sfrâncioc roșiatic (Lanius collurio), Leiopicus medius, gaia neagră (Milvus migrans), gaia roșie (Milvus milvus), viespar (Pernis apivorus), sitar de pădure (Scolopax rusticola)
- mamifere (6): liliac cârn (Barbastella barbastellus), Galemys pyrenaicus, nurcă (Mustela lutreola), liliac cărămiziu (Myotis emarginatus), liliacul mare cu potcoavă (Rhinolophus ferrumequinum), liliacul mic cu potcoavă (Rhinolophus hipposideros)
- nevertebrate (5): croitorul mare al stejarului (Cerambyx cerdo), Elona quimperiana, rădașcă (Lucanus cervus), Osmoderma eremita, Rosalia alpina
- pești (2): Cottus aturi, somonul (Salmo salar)

Pe lângă speciile protejate, pe teritoriul sitului au mai fost identificate 5 specii de plante, 2 specii de amfibieni, 9 specii de mamifere, 1 specie de pești, 2 specii de reptile.